# Valeurs actuelles
Valeurs actuelles is een Frans tijdschrift dat in 1966 werd opgericht door journalist Raymond Bourgine, later RPR-senator van Parijs (1977-1990). Het is een nieuwsmagazine dat wekelijks verschijnt op donderdag met een oplage van ongeveer 115.000 (2017). Het plaatst zich rechts van het politieke midden. Sinds 2023 is Tugdual Denis hoofdredaccteur (directeur de la rédaction). Hij volgde Geoffroy Lejeune op, die naar Le Journal du Dimanche vertrok.

## Geschiedenis
Het tijdschrift is opgericht met het motto "Il n'est de richesses que d'hommes" (vrij vertaald: "Er is allen rijkdom in mensen") van Frans politiek filosoof Jean Bodin (1530-1596). Het blad, dat een rechts-conservatieve koers vaart, maakt deel uit van de Groupe Valmonde. De uitgeverij is gevestigd in Clichy (Hauts-de-Seine) nabij Parijs.
In 2021 publiceerde Valeurs actuelles een open brief ondertekend door twintig oud-generaals die voor een "burgeroorlog" in Frankrijk waarschuwde vanwege de islamisering van het land; deze brief leidde tot een aantal politieke reacties.